# غلاديشية أسامية
غلاديشية أسامية (الاسم العلمي: Gleditsia assamica) هي نوع نباتي يتبع جنس الغلاديشية من فصيلة البقولية.